# Hoyvíkar kirkja
Hoyvíkar kirkja er en færøsk kirke i Hoyvík  på Streymoy. Kirken er hjemmehørende i Færøernes folkekirke. Kirken blev indviet den 4. november, 2007.
Kirken er opført i hvide betonplader og har sort tag. I vestenden går væggene sammen og danner en spids, som over forkirken rejser sig mod himlen i en spids trekant. I forkanten er der vinduer, der nærmset danner et tårn indbygget i den rejste trekant. Her er der indgang til forkirken og vindeltrappe op til etagen hvor kirkeklokken hænger.
I den hvidmalede forkirke står en betonkasse med grundstenen. Den har teksten "Gud fra ældgammel tid, men hernede er hans evige arme" 5 mos 33,27. Indvendigt er kirken beklædt med træ (Oregon pine og gulv i asketræ) og belyst med  lamper med åben pærer (Okholm Lighting i Tønder) samt flergrenede lysekroner (Theis Illumination i Odense) beklædt med 24 karat guld. Altertavlen er malet af Sven Havsteen-Mikkelsen og forestiller korsfæstelsen. Et glasmaleri i blå farver sidder i vinduer omkring alteret. Havsteen Mikkelsen har også formgivet det krucifiks, der hænger ved prædikestolen. Prædikestolen er i mørkt træ, med lange lodrette felter, mens døbefonten (lavet i Skopun) er af færøsk basalt og fadet hviler i en skål også af basalt. Orglet er på 8 stemmer bygget af A. E. Langs eftf. Klokken er støbt i Norge af Olsen-Mauen klokkestøperi.

## Kirkens historie
Arkitekterne Albert Isfeld, Gudmund S. Hansen og Rúni H. Øster har tegnet kirken. Den 20. juni 2005 lagde 
dronning Margrethe og Prins Henrik grundstenen til kirken. Byggefirmaet Articon vandt udbuddet, og byggeriet begyndte i september samme år. To år senere blev kirken indviet den 4. november 2007.